# Воблий Борис Іванович
Бори́с Іва́нович Во́блий (2 серпня 1883 — ?) — український дипломат, перекладач, японознавець.

## Біографія
Народився 2 серпня 1883 року в селі Великі Бучки Костянтиноградського повіту Полтавської губернії.
У 1898 закінчив Полтавське духовне училище, У 1904 Полтавську духовну семинарію. У 1912 закінчив Владивостоцький Східний (Орієнтальний) інститут, японське відділення.
Працював псаломщиком Свято-Миколаївської церкви на станції Погранична на кордоні Приморщини з Маньчжурією.
З 1907 по 1909 — секретар Владивостоцької студентської Української Громади.
З 1912 — працював перекладачем на Сахаліні, де став організатором та керівником українського гуртка (Олександрівськ, 1911) а згодом — на Східно-Китайській залізниці в Маньчжурії.
У 1918 — направлений до Японії, як представник Української Державної Контролі.
Згодом жив у Японії, Харбіні, Шанхаю, де викладав японською мовою.
З 8 травня 1938 — заступник голови Шанхайської Української Громади, під час другої світової війни — голова Українського емігрантського комітету у Шанхаю.
У 1939 видав книгу про Україну японською мовою, в Харбіні.
Після другої світової війни емігрував до США.
З 1951 — жив у Нью-Йорку.